# Henryk Dajniak
Henryk Dajniak (ur. 1924 w Pabianicach, zm. 28 lutego 2010) – polski konstruktor samochodów, profesor Politechniki Łódzkiej, żołnierz Armii Krajowej, porucznik Wojska Polskiego.
Dyplom magistra inżyniera uzyskał w 1949 roku na Wydziale Mechanicznym Politechniki Łódzkiej, w 1961 stopień naukowy doktora, a w 1971 doktora habilitowanego. Tytuł profesora otrzymał w 1989 roku. Po ukończeniu studiów w latach 1950–1961 był konstruktorem samochodów ciężarowych i ich pochodnych w Biurze Konstrukcyjnym Przemysłu Motoryzacyjnego.
Pracę w Politechnice Łódzkiej podjął w 1950 roku w Katedrze Budowy Samochodów. Jego główne zainteresowania naukowo-badawcze w tej Katedrze, a następnie w Instytucie Pojazdów Politechniki Łódzkiej, dotyczyły teorii i konstrukcji zespołów układu napędowego samochodów i ciągników (ze znacznym udziałem zagadnień dotyczących przekładni hydrokinetycznych), dynamiki i konstrukcji ciągników.
Na dorobek naukowy i konstruktorski składa się 31 artykułów, 4 monografie, 6 referatów na konferencje naukowo-techniczne, 99 ważniejszych niepublikowanych twórczych prac konstruktorskich, naukowo-badawczych i teoretycznych z których 36 zostało wdrożonych w przemyśle oraz 3 wynalazki. Był promotorem 5 prac doktorskich.
W latach 1978–1981 pełnił funkcję prodziekana Wydziału Mechanicznego PŁ oraz w latach 1977–1994 zastępcy dyrektora Instytutu Pojazdów PŁ. Odznaczony m.in. Krzyżem Armii Krajowej. Był wieloletnim przewodniczącym Oddziału Łódzkiego Sekcji Samochodowej SIMP. W 1994 roku przeszedł na emeryturę, pracując nadal w niepełnym wymiarze godzin w Instytucie Pojazdów na stanowisku profesora zwyczajnego.